# Taylor County (Iowa)
Das Taylor County
ist ein County im US-amerikanischen Bundesstaat Iowa. Im Jahr 2020 hatte das County 5896 Einwohner und eine Bevölkerungsdichte von 4,3 Einwohnern pro Quadratkilometer. Der Verwaltungssitz (County Seat) ist Bedford.

## Geografie
Das County liegt im Südwesten von Iowa, grenzt im Süden an Missouri und hat eine Fläche von 1.385 Quadratkilometern, wovon zwei Quadratkilometer Wasserfläche sind.
Der Südosten des Taylor Countys wird vom Platte River durchflossen, einem linken Nebenfluss des Missouri River.
An das Taylor County grenzen folgende Nachbarcountys:
| Montgomery County | Adams County                           | Union County    |
| Page County       |                                        | Ringgold County |
|                   | Nodaway County Worth County (Missouri) |                 |

## Geschichte

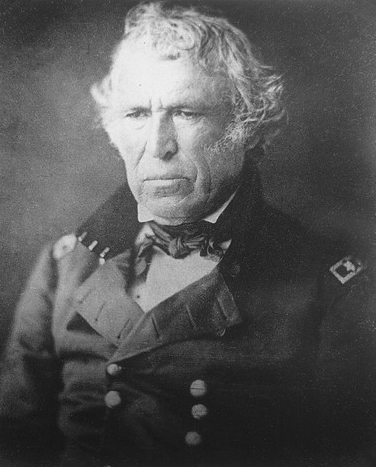
Z. Taylor

Das Taylor County wurde 1847 aus ehemaligen Teilen des Page County gebildet. Benannt wurde es nach Zachary Taylor (1784–1850), einem General und zwölften Präsidenten der USA (1849–1850).
1851 wurde eine eigene Verwaltung für das Taylor County in Bedford aufgebaut. Nachdem die Büros der Verwaltung und Räume für Gerichtsverhandlungen in den ersten Jahren noch in Privathäusern untergebracht waren, wurde 1864 ein eigenes Gerichts- und Verwaltungsgebäude in Bedford errichtet.

Im Jahr 1891 wurde aus Backsteinen das heutige Gebäude errichtet. Dieses wurde 1980 in das National Register of Historic Places aufgenommen.

## Bevölkerung
Nach der Volkszählung im Jahr 2010 lebten im Taylor County 6317 Menschen in 2687 Haushalten. Die Bevölkerungsdichte betrug 4,6 Einwohner pro Quadratkilometer. In den 2687 Haushalten lebten statistisch je 2,37 Personen.
Ethnisch betrachtet setzte sich die Bevölkerung zusammen aus 96,1 Prozent Weißen, 0,1 Prozent amerikanischen Ureinwohnern, 0,3 Prozent Asiaten sowie aus anderen ethnischen Gruppen; 0,9 Prozent stammten von zwei oder mehr Ethnien ab. Unabhängig von der ethnischen Zugehörigkeit waren 5,8 Prozent der Bevölkerung spanischer oder lateinamerikanischer Abstammung.
23,4 Prozent der Bevölkerung waren unter 18 Jahre alt, 55,6 Prozent waren zwischen 18 und 64 und 21,0 Prozent waren 65 Jahre oder älter. 50,2 Prozent der Bevölkerung war weiblich.
Das jährliche Durchschnittseinkommen eines Haushalts lag bei 40.300 USD. Das Prokopfeinkommen betrug 21.335 USD. 11,4 Prozent der Einwohner lebten unterhalb der Armutsgrenze.

## Ortschaften
Citys und Census-designated places (CDP):
| Ort         | Einwohner 2010 | Einwohner 2020 | Typ  |
| ----------- | -------------- | -------------- | ---- |
| Bedford     | 1440           | 1508           | City |
| Lenox2      | 1407           | 1339           | City |
| New Market  | 415            | 385            | City |
| Clearfield1 | 363            | 278            | City |
| Blockton    | 192            | 125            | City |
| Gravity     | 188            | 154            | City |
| Sharpsburg  | 89             | 72             | City |
| Conway      | 41             | 17             | City |
| Athlestan   | 19             | 6              | CDP  |

1 – teilweise im Ringgold County

2 – teilweise im Adams County

Weitere, von der Volkszählung nicht separat erfasste Unincorporated Communities:
- Kent
- Platteville
- Siam
- Stringtown

## Gliederung
Das Taylor County ist in 17 Townships eingeteilt:
| Township         | Einwohner (2010) | FIPS     |
| ---------------- | ---------------- | -------- |
| Bedford Township | 1517             | 19-90171 |
| Benton Township  | 146              | 19-90222 |
| Clayton Township | 97               | 19-90708 |
| Dallas Township  | 606              | 19-90885 |
| Gay Township     | 80               | 19-91548 |
| Grant Township   | 485              | 19-91710 |
| Grove Township   | 134              | 19-91794 |
| Holt Township    | 152              | 19-91971 |
| Jackson Township | 50               | 19-92163 |

| Township            | Einwohner (2010) | FIPS     |
| ------------------- | ---------------- | -------- |
| Jefferson Township  | 294              | 19-92259 |
| Marshall Township   | 214              | 19-92883 |
| Mason Township      | 164              | 19-92889 |
| Nodaway Township    | 133              | 19-93126 |
| Platte Township     | 1581             | 19-93348 |
| Polk Township       | 127              | 19-93450 |
| Ross Township       | 184              | 19-93705 |
| Washington Township | 353              | 19-94569 |